# 일본의 텔레비전 애니메이션 목록/ㅂ
일본의 텔레비전 애니메이션 목록 (ㅂ)에서는 ㅂ으로 시작되는 제목의 일본의 애니메이션을 서술한다.

## 바
- 바다가 들린다
- 바벨 2세
- 바우 와우
- 바이블 블랙
- 바이블 블랙 온리
- 바이블 블랙 외전
- 바이스·사바이브
- 바질리스크 ~코우가인법첩~
- 바카노!
- 바쿠만
- 바키
- 박살천사 도쿠로
- 박앵귀 ~신선조기담~
- 반드레드
- 반짝이는 프리☆채널
- 반쪽 달이 떠오르는 하늘
- 뱀부 블레이드
- 뱀파이어 기사

## 뱌
- 없음

## 버
- 베이비 스텝
- 베이비 프린세스
- 벨제바브

## 벼
- 별을 쫓는 아이
- 별의 목소리

## 보
- 보노보노
- 보스코 어드벤처
- 봄을 안고 있었다
- 봉주르 사랑맛 파티스리

## 뵤
- 없음

## 부
- 부르잖아요, 아자젤 씨.
- 북두의 권
- 불새
- 붓다
- 부부키/부란키  부부키/부란키 별의거인(2기)

## 뷰
- 없음

## 브
- 브레이크 블레이드
- 블랙 라군
- 블랙 불릿
- 블랙★록슈터
- 블랙캣
- 블레이블루 알터 메모리
- 블리치

## 비
- 비탄의 아리아
- 빈곤자매 이야기
- 빙과
- 빛의 전사 프리큐어

## ㅃ
- 빨강머리 앤
- 뾰로롱 꼬마마녀